# Jornalismo explicativo
Jornalismo explicativo ou reportagem explicativa é uma forma de reportagem que tenta apresentar notícias em andamento de uma maneira mais acessível, fornecendo um contexto maior do que seria apresentado em fontes de notícias tradicionais. O termo é frequentemente associado ao site de notícias explicativas Vox, mas reportagem explicativa (anteriormente jornalismo explicativo) também tem sido uma categoria do Prêmio Pulitzer desde 1988.
O professor de jornalismo Michael Schudson diz que jornalismo explicativo e jornalismo analítico são a mesma coisa, porque ambos tentam "explicar um evento ou processo complicado em uma narrativa compreensível" e exigem "inteligência e um tipo de talento pedagógico, vinculando a capacidade de compreender uma situação complexa com um talento especial para transmitir essa compreensão a um grande público". Schudson diz que jornalistas explicativos "ajudam a democracia".